# Hot Tuna
Hot Tuna je kalifornská bluesová a rocková skupina, kterou založili baskytarista Jack Casady a kytarista Jorma Kaukonen.

## Discography
- Hot Tuna (1970)
- First Pull Up, Then Pull Down (1971)
- Burgers (1972)
- The Phosphorescent Rat (1973)
- Quah (1974)
- America's Choice (1975)
- Yellow Fever (1975)
- Hoppkorv (1976)
- Double Dose (1978)
- The Last Interview? (1978)
- Final Vinyl (1979 compilation)
- Splashdown (1984)
- Historic Live Tuna (1985)
- Pair a Dice Found (1990)
- Live at Sweetwater (1992)
- Live at Sweetwater Two (1993)
- Trimmed & Burning (1995) (UK)
- Classic Hot Tuna Acoustic (1996)
- Classic Hot Tuna Electric (1996)
- Splashdown Two (1997)
- Live in Japan (1997)
- The Best of Hot Tuna (1998)
- And Furthurmore... (1999)
- Steady as She Goes (2011)

## Členové
- Jack Casady – baskytara (1969–dosud)
- Jorma Kaukonen – guitars, vocals (1969–dosud)
- Paul Kantner – rytmická kytara (1969, 1987–1988)
- Joey Covington – bicí (1969–1970)
- Peter Kaukonen – rytmická kytara (1969–1970, 1989–1990)
- Will Scarlett – harmonika (1969–1971)
- Marty Balin – zpěv (1969–1970)
- Paul Ziegler – rytmická kytara (1970)
- Papa John Creach – elektrické housle (1970–1973)
- Sammy Piazza – bicí (1970–1973)
- Bob Steeler – bicí (1974–1977)
- Greg Douglass – 2. sólová kytara (1975)
- Nick Buck – klávesy (1977)
- Michael Falzarano – rytmická kytara (1983, 1990–2002)
- Shigemi Komiyama – bicí (1983)
- Joey Balin – rytmická kytara (1986–1987)
- Joey Stefko – bicí (1988–1990)
- Galen Underwood – klávesy (1989–1990)
- Harvey Sorgen – bicí (1990–2000)
- Pete Sears – klávesy (1992–2000)
- Barry Mitterhoff – mandolína (2002–dosud)
- Erik Diaz – bicí (2004–2009)
- Skoota Warner – bicí (2009–dosud)